# Cheetah MMPV
Cheetah MMPV (Medium Mine Protected Vehicle) - прототип, построенным подразделением Force Protection, Inc., компании General Dynamics. Оно предназначалось в качестве части линейки бронированных военных транспортных средств Force Protection, включающей в себя транспортные средства класса MRAP - Buffalo и Cougar, а также лёгкое бронированное патрульное транспортное средство Ocelot.
Его конструкция была основана на южноафриканском лёгком бронированном транспортном средстве RG-31 Charger, предназначенном для выполнения задач разведки, передового командования и управления, а также для городских операций в рамках миссий обеспечения безопасности национальной территории.
На Cheetah MMPV не были заключены контракты, и производство прекратилось в 2008 году после создания 13 прототипов.

## Характеристики
- Раздаточная коробка: Marmon-Herrington 2 Speed с передачей 4X4 или опциональной ADM
- Колёса: Диски Hutchinson из алюминия, двухчастные, готовые для системы централизованного подкачивания шин (CTIS)
- Шины: Бескамерные шины Michelin XZL размером 365/80R20
- Электрическая система: 24 В
- Максимальный угол подъёма: 45°
- Максимальный угол спуска: 45°
- Радиус разворота: 27 футов

## История производства
Cheetah никогда не пошла на полноценное производство.
В начале 2007 года Force Protection заявила, что полноценное производство может начаться в июле 2007 года, но это не произошло после объявления в мае 2007 года о том, что Морская пехота США заказала 1200 конкурирующих автомобилей International MaxxPro. В то же время Force Protection получила заказ на 14 более крупных транспортных средств MRAP Buffalo.
Cheetah была представлена в рамках конкурса на Общетактический транспортный агрегат (Joint Light Tactical Vehicle, JLTV), но была официально отклонена из программы в августе 2008 года. Программа JLTV завершилась выбором Oshkosh L-ATV в августе 2015 года.